# Coma de Burg
La Coma de Burg és una de les principals unitats geogràfiques que configuren la comarca del Pallars Sobirà. Correspon gairebé del tot al terme municipal de Farrera.
Juntament amb la Vall Ferrera i la Vall de Cardós forma la unitat geogràfica que es coneix com les valls de Tírvia. Està situada al sud de la Vall Ferrera, al sud-est de la Vall de Cardós i al nord i oest de la Ribalera. Pren el nom de coma pel fet que, a diferència de les valls veïnes, és una vall alta i ampla, exactament el que significa el mot coma.
Està vertebrada pel curs mitjà i alt del Riu de Glorieta, o barranc de Burg, i tots els seus afluents de capçalera, i comprèn els pobles d'Alendo, Burg, Farrera, Glorieta, Mallolís i Montesclado. Tot i que pren el nom del de Burg, Farrera n'és el centre administratiu.
Juntament amb la Vall Ferrera i la Vall de Cardós, és una de les tres que formen les valls de Tírvia. Històricament, pertanyia al vescomtat de Castellbò, dins del quarter de Tírvia. Era defensada per una petita xarxa de castells, centrada en el Castell o vila closa de Glorieta i complementada pels d'Alendo, Burg i Farrera.

## El romànic a la vall
Malgrat que no sigui tan conegut com altres valls pirinenques, el romànic a la Coma de Burg és força notable. A més del Castell de Burg, s'hi troben les esglésies romàniques següents:
| - Alendo - Santa Eulàlia d'Alendo - Burg - Sant Bartomeu de Burg - Sant Francesc de Burg | - Farrera - Santa Llúcia de Farrera - Mare de Déu de la Serra - Glorieta - Sant Quirze de Glorieta - Mallolís - Sant Martí de Mallolís | - Montesclado - Sant Esteve de Montesclado - Sant Esteve vell de Montesclado - La Ribalera - Santa Magdalena de Ribalera |